# Jenel Copilău
Jenel Copilău (n. 7 februarie 1954, Stoicănești, România) este un fost senator român în legislatura 2000-2004 ales în județul Olt pe listele PRM. Jenel Copilău a demisionat din Senat pe data de 8 ianuarie 2001 și a fost înlocuit de senatorul Gheorghe Zlăvog. Până la demisia sa, Jenel Copilău a fost membru în comisia pentru administrație publică, organizarea teritoriului și protecția mediului.  

## Legături externe
- Jenel Copilău Arhivat în 17 august 2016, la Wayback Machine. la cdep.ro